# مسجد قباء (غونما)
مسجد قباء أو مسجد تاتيباياشي هو مسجد في مدينة تاتيباياشي في محافظة غونما في اليابان.

## التاريخ
تأسس مسجد قباء محافظة غونما في العام 2004، المسجد لديه قدرة وطاقة استيعابية تبلغ 250 مصلي في وقت واحد، وإلى جانب توفير المسجد للمسلمين أداء الصلوات خمس في اليوم والليلة، ينظيم المسجد صلاة الجمعة، ويوفر تعليم القرآن الكريم للأطفال، وبرنامج دروس الأسبوعي في القرآن الكريم في كل يوم سبت، كما يوفر المسجد ترتيبات الجنائز، وغيرها من الخدمات المجتمعية .

## الموقع
يبعد مسجد قباء مسافة 5 دقائق سيرا على الأقدام من محطة تاتيباياشي غونما .

## وصلات خارجية
- الموقع الرسمي لمنظمة مساجد اليابان